# Risino
Il risino è un dolce di pasticceria molto diffuso nel territorio veronese. Consiste in un piccolo cestino di pasta frolla (le sue dimensioni sono solitamente equivalenti a quelle di un bignè) con un ripieno di riso lessato mescolato a una crema pasticcera.
La sua forma è generalmente ovale e alta circa 3 cm, anche se è possibile trovarlo rotondo e più basso, molto simile quindi a una crostatina.
Esistono versioni e forme diverse in altre città e regioni ma nel veronese è un dolcetto molto diffuso che si trova normalmente nei bar assieme alle brioche.